# Дюбуа, Поль Эли
Поль Эли Дюбуа (фр. Paul Élie Dubois; 20 октября 1886, Ду, Франш-Конте — 14 февраля 1949[…], Ду, Франш-Конте) —  французский художник-ориенталист.

## Биография
Родился в 1886 году в семье Эли Дюбуа, дантиста из Монбельяра, члена религиозной организации Плимутские братья.
Учился в Париже, сперва в Академии Жюлиана, затем — в Высшей школе изящных искусств в мастерских у Фернана Кормона и Жана Поля Лорана. Дебютировал на ежегодном Парижском салоне в 1910 году.
Неоднократно посещал Северную Африку. В 1920 году выиграл Премию Абд-эль-Тиф — аналог Римской премии, получение которой давало право на длительную бесплатную образовательную поездку во Французский Алжир с проживанием на вилле Абд-эль-Тиф и обучением в основанной французами Академии изящных искусств Алжира. 
Работы Дюбуа экспонировались, в частности, на Парижской колониальной выставке 1931 года, Брюссельской международной выставке (1935), Всемирных выставках 1937 года в Париже и 1939 года в Нью-Йорке.
С 1933 года был женат на Генриетте Дамар, художнице-пастелистке, работавшей в Тунисе, которая в дальнейшем сопровождала его в путешествиях по французскому Магрибу. 
Скончался Дюбуа в 1949 году в родном Монбельяре. Картины художника хранятся в Национальном музее изящных искусств Алжира, Национальном музее Бардо (Тунис) и ряде французских музеев.

## Галерея

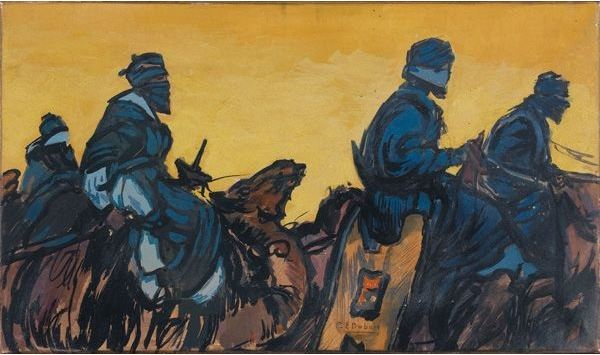
Верблюжья кавалерия
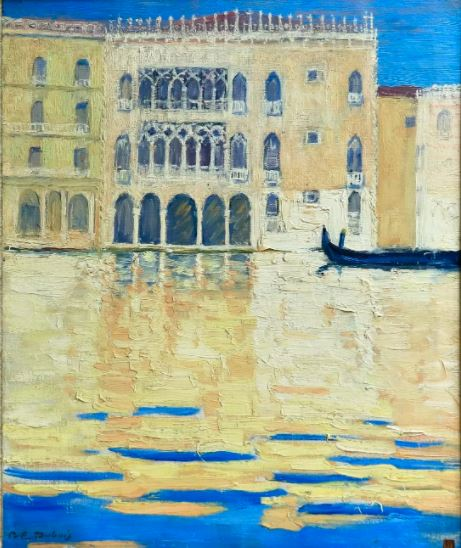
Венецианский канал в сумерках
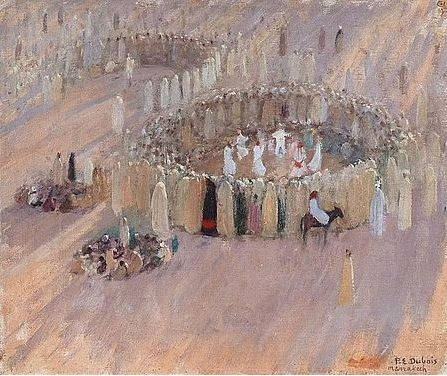
Берберские танцоры
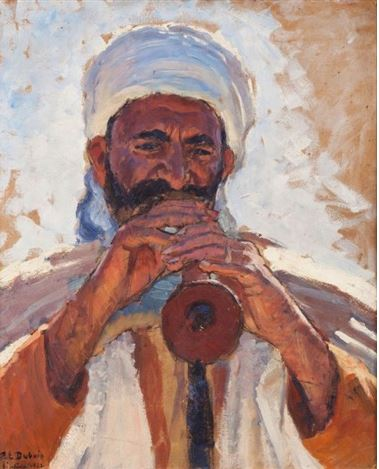
Флейтист
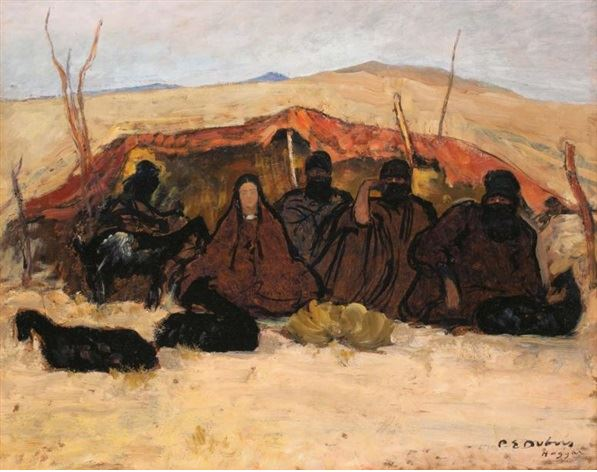
Бедуины перед палаткой
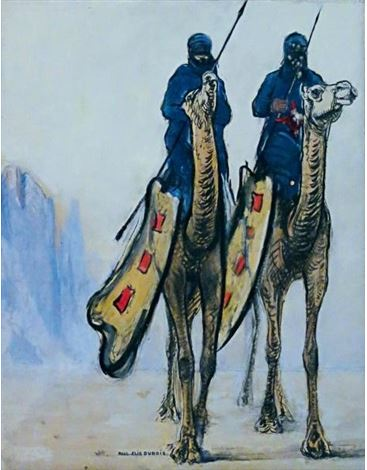
Туареги
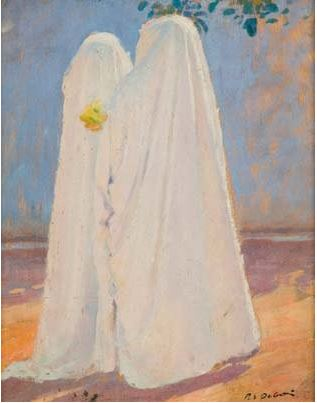
Женщины Магриба
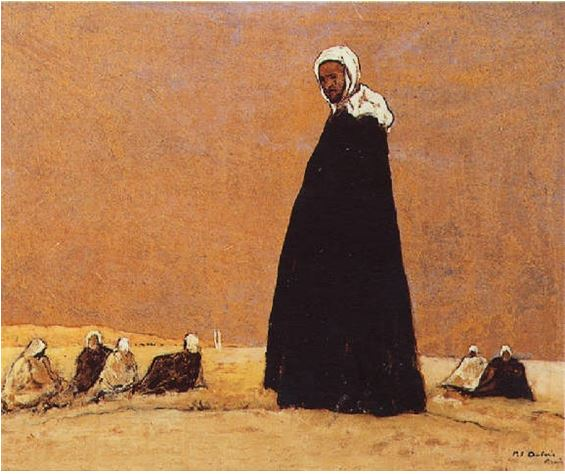
Племенной вождь